# Pansio
Pansio est un quartier du district de Pansio-Jyrkkälä à Turku en Finlande.

## Description
Pansio est occupé en grande partie par une zone industrielle, pourtant le taux de chômage de Pansio, de  35% en 2016, est le plus élevé de Turku.
Dans les années 1940,  Erik Bryggman a conçu des logements pour les employés de l'industrie navale.  
La zone d'habitation est classée parmi les sites culturels construits d'intérêt national en Finlande.
Pansio abrite le port de Pansio, l'école de Pansio et la garnison de Pansio des Forces maritimes finlandaises .